# Estefanía Cueto Puertas
Estefanía Cueto Puertas (Nueva de Llanes, c. 1899 - Gijón, 29 de agosto de 1939), conocida como Fanny, fue una modista y líder comunista española víctima de la represión franquista.

## Biografía
Estefanía Cueto nació en la localidad asturiana de Nueva de Llanes y fue vecina de Sotrondio. Era hija de Dolores y Emilio y estaba soltera. Fue modista de profesión.
Era miembro del Partido Comunista de España y fue dirigente de la Asociación de Mujeres Antifascistas en Asturias. Participó en la Revolución de Octubre de 1934, logrando huir y exiliarse en Rusia, y regresó a Asturias en febrero de 1936, tras la victoria del Frente Popular. Durante la guerra civil española, dirigió varios talleres de costura en Sotrondio, Pola de Siero, Nueva y Posada de Llanes, confeccionando ropa para los milicianos. Estuvo inmersa en las partidas de Peñamayor, y resultó herida en una de las batidas en enero de 1939.
El 3 de marzo de 1939 fue condenada a muerte en un consejo de guerra celebrado en Oviedo, ya que durante ese año dejaron de realizarse en Gijón. La acusaron de ser una de las principales líderes comunistas durante la guerra civil española. Pasó seis meses en la cárcel esperando a que ejecutaran su sentencia. Finalmente, fue ejecutada por fusilamiento el 29 de agosto de 1939 en Gijón a los 40 años. Fue la última mujer fusilada en Gijón de las condenadas durante la guerra civil española. Su cuerpo fue arrojado a una fosa común en el cementerio de Ceares de Gijón. El mismo día de su ejecución, se fusilaron a veinte personas.

## Reconocimientos
El 14 de abril de 2010, el nombre de Cueto se incluyó en un monolito homenaje en el cementerio de Ceares de Gijón, en el que se recoge a las 1.934 víctimas de la represión franquista en la ciudad.
En 2017, se instaló enfrente del Museo Nicanor Piñole una placa en honor a las ocho mujeres represaliadas entre diciembre de 1937 y agosto de 1939 por el franquismo en Gijón. En ella se menciona, además de a Cueto, a Eladia García Palacios, Juana Álvarez Molina, Belarmina Suárez Muñiz, Anita Vázquez Barrancúa, Anita Orejas, Teresa Santianes Giménez y Máxima Vallinas Fernández.